# Перерва (платформа)
Пере́рва — остановочный пункт Курского направления Московской железной дороги в Москве, станция линии МЦД-2. Находится в границах станции Люблино-Сортировочное в её парке Люблино-Южное. Расположен на границе районов Марьино, Люблино и Печатники (микрорайон Курьяново).

## История
Открыта в 1894 году. Названа по известной с XVI в. слободе Перервинского монастыря. Топоним по исторической местности в излучине Москвы-реки: перерва означает «промой, новое русло».

### Железнодорожная катастрофа 1930 года
В 1930 году на платформе произошла одна из самых обсуждаемых в то время катастроф. В ночь с 7 на 8 сентября из-за целого стечения нарушений у платформы столкнулись два пассажирских поезда. В крушении погибли 16 человек, и 46 были ранены. Уже через день Демьян Бедный написал стихотворение «Перерва», где в жёсткой форме раскритиковал сложившийся в стране строй. За это произведение писателя самого подвергли жёсткой критике. Даже Сталин писал:

В чём существо Ваших ошибок? Оно состоит в том, что критика недостатков жизни и быта СССР, критика обязательная и нужная, развитая Вами вначале довольно метко и умело, увлекла Вас сверх меры и, увлёкши Вас, стала перерастать в Ваших произведениях в клевету на СССР, на его прошлое, на его настоящее. …Такова Ваша «Перерва», которую прочитал сегодня по совету т. Молотова.— Письмо Сталина Демьяну Бедному

## Сообщение
Имеется прямое беспересадочное сообщение на Рижское направление(до 21 ноября 2019 года — и транзитное с Курского на Смоленское направления). Пассажирское сообщение осуществляется электропоездами постоянного тока. На станции останавливаются все пригородные поезда, кроме экспрессов. Беспересадочное сообщение осуществляется на север до станции Волоколамск и на юг до станции Тула-1-Курская.
До 2007 года платформа являлась конечной для электропоезда маршрута Нахабино — Перерва (с 2007 г. маршрут продлён до Подольска).

## Характеристика
Состоит из двух боковых платформ. Билетная касса расположена на платформе «к Москве». Не оборудован турникетами.
Рядом расположено моторвагонное депо Перерва, обслуживающее Курское и Рижское направления МЖД.

## Наземный общественный транспорт
На этой станции можно пересесть на следующие маршруты городского пассажирского транспорта:
- Автобусы: 35, 292, 438, 704, 736, 749, 764, с783